# Sebastian Sprenz

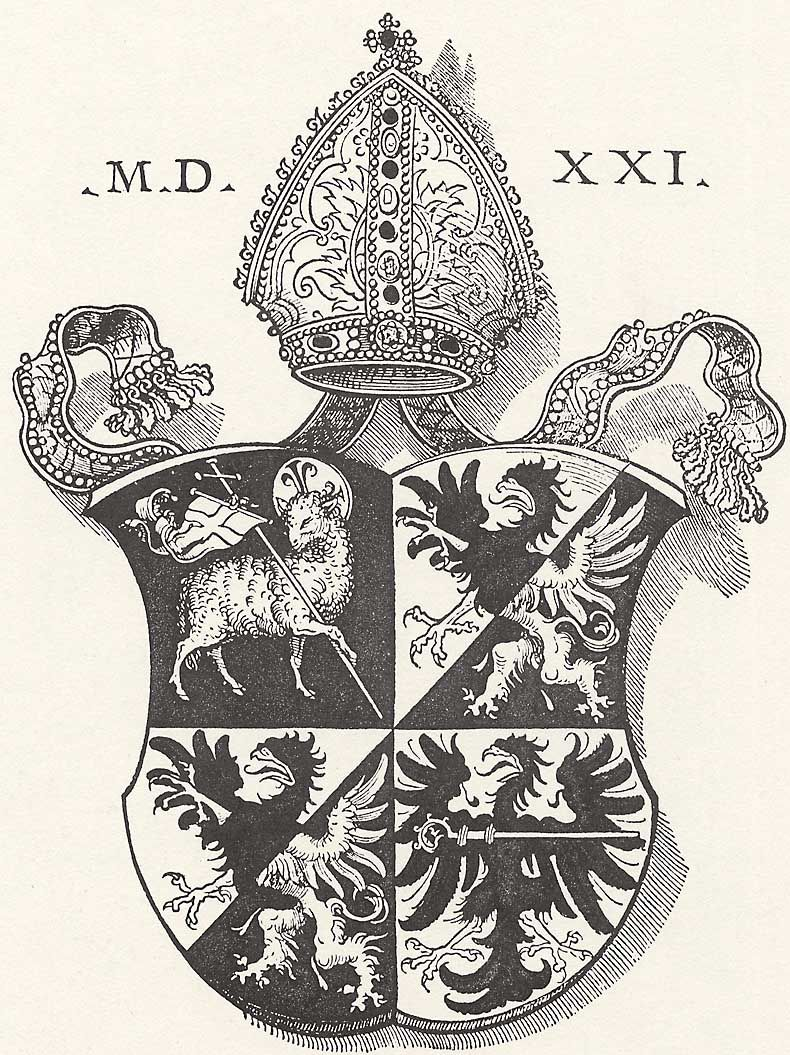
Wappen des Bischofs von Brixen, Sebastian Sprenger
– Hans Weiditz 1521

Sebastian Sprenz (auch Sperantius oder Sprenger, * um 1475 in Dinkelsbühl; † 3. Oktober 1525 in Bruneck) war Hofrat und Diplomat der Kaiser Maximilian I. und Karl V., Fürstbischof von Brixen, Kanzler von Tirol, deutscher Humanist und Dichter mit Interesse an Astronomie.

## Leben
Sebastian Sprenz entstammt einer siegelführenden Tuchfärberdynastie, die sich zwischen 1437 und 1456 in der Reichsstadt Dinkelsbühl niederließ und im Wappen einen gesprenkelten Vogel (Drossel oder Sperber?) führte. Archivalisch belegt ist die Familie in Dinkelsbühl von 1456 bis 1543. Er wurde als Sohn des Bürgers Jacob Sprenz und dessen Ehefrau Katherina in Dinkelsbühl um 1475 geboren.
1491 Kleriker mit niederen Weihen in Augsburg, 1493 immatrikuliert an der Universität Ingolstadt. 1499 Leiter der Lateinschule an St. Lorenz in Nürnberg, 1503 Professor für Poetik und Rhetorik an der Universität Ingolstadt. 1506 trat er in den Dienst des Fürstbischofs von Gurk. Ab 1510 arbeitete er in der kaiserlichen Hofkanzlei. 1512 wurde er zum Dompropst in Brixen gewählt. 1516 erhielt der Doktor beider Rechte in Augsburg die Priesterweihe. 1517 begleitete er im Auftrag Kaiser Maximilians I. eine polnische Gesandtschaft nach Italien, um für den König von Polen um die Hand von Prinzessin Bona Sforza anzuhalten. Im selben Jahr setzt sich der Kaiser für die Dinkelsbühler Verwandtschaft von Sprenz ein. 1520/21 war er Delegierter Kaiser Karls V. bei den Friedensverhandlungen zum Thorner Kompromiss. 1521 wurde er zum Bischof in Brixen geweiht. 1523 berief ihn der Landesfürst von Tirol Erzherzog Ferdinand zum Kanzler. 1524 belehnte ihn Kaiser Karl V. auf dem Reichstag in Nürnberg mit fürstlichen Regalien.
Wegen des Bauernaufstands 1525 flüchtete Fürstbischof und Kanzler Sprenz aus seinem Innsbrucker Amtssitz in sein Schloss Bruneck, wo er einer Krankheit erlag und sein Grab fand.

## Deutscher Humanist
Sprenz war als Dichter und Übersetzer tätig. Als Mitglied der von Celtis gegründeten „Sodalitas litteraria Rhenana“ stand er in Kontakt mit einem gelehrten humanistischen Freundeskreis, dem u. a. Conrad Celtis, Willibald Pirckheimer, Konrad Peutinger, Cuspinian, Wimpheling, Vadian, Pius Baldung, Johannes Reuchlin, Johannes Foeniseca und Veit Bild angehörten. Ihm wurden Schriften u. a. von Rudolf Agricola d. Jüngeren, Willibald Pirckheimer, Jakob Spiegel, Johannes Eck und vom Mathematiker Christoph Rudolff gewidmet.

## Astronom
Sprenz brachte 1502 an St. Lorenz in Nürnberg eine Sonnenuhr an. Nach 1503 veröffentlichte er die verschollene Schrift „Fundamentum horologiorum …“, ein Grundlagenwerk über Sonnenuhren mit Darstellung der Schattenlinien. Anlässlich seiner Ernennung zum Fürstbischof 1521 erhielt er 1522 einen eigens angefertigten Himmels- und einen Erdglobus geschenkt, beide befinden sich heute im Museum der Yale-Universität in New Haven.

## Gedenktafel
Inschrift an der Südseite des Münsters St. Georg in Dinkelsbühl von 2017: Fürstbischof · kaiserlicher Diplomat / Sebastian Sprenz / 1480–1525 / Humanist · Astronom · Hebräist · Dichter · Friedenstifter / R. Springholz